# Cidade dos Colibris
O Cidade dos Colibris é um bairro da Zona Sul de João Pessoa, capital paraibana, comumente associado ao bairro do José Américo.
Considerado um bairro em crescimento, porém com uma população ainda relativamente pequena, faz fronteira com o bairro do José Américo ao sul, Jardim Cidade Universitária a norte e leste, Mangabeira a leste, e Água Fria a oeste. Localiza-se quase no centro geográfico da cidade, próximo da BR-230, shoppings, centro administrativo municipal e hipermercados, ficando ainda a poucos quilômetros do campus da UFPB e vizinho ao da UNIPÊ.
O bairro é cortado por um trecho da avenida Hilton Souto Maior (que liga a BR-230 à PB-008), onde está localizado o supermercado Bem Mais, o Centro de Comercialização de Agricultura Familiar (CECAF), dois postos de gasolina, o núcleo de apoio a urna eletrônica (NATU), uma loja de material de construção e uma pousada.

No âmbito do transporte público, apesar de possuir o terminal da linha 107 na divisa com o José Américo, o bairro não possui nenhuma linha de ônibus que o atenda internamente, onde apenas o trecho da Av. Hilton Souto Maior é servido de linhas, no entanto, são oito ao total: 107, 2303/3203, 2307/3207, 2509/5209, 2514/5206, 2515/5210, 5110/1510 e 5605.